# Улица Коминтерна (Москва)
У́лица Коминте́рна — улица на северо-востоке Москвы, проходит через Бабушкинский и Лосиноостровский районы Северо-восточного административного округа. Находится между улицей Лётчика Бабушкина и Минусинской улицей. Названа в честь Коммунистического Интернационала.

## Расположение
Улица Коминтерна проходит с юго-запада на северо-восток и является одной из важных улиц Лосиноостровского района Москвы. Начинается от улицы Лётчика Бабушкина, пересекает улицы Рудневой и Менжинского, затем Шушенскую и Минусинскую улицы и переходит в Норильскую. Недалеко — железнодорожная станция Лосиноостровская. На левой стороне улицы находится кинотеатр «Арктика». До 2017 года здесь также располагался стадион «Красная стрела» (ранее «Локомотив»).

## Учреждения и организации
- Дом 4 — РСУ «Лосинка»; строительно-промышленная компания «Виктория»;
- Дом 4Б — Школа № 1139;
- Дом 6 — Детская библиотека № 52;
- Дом 7, корпус 2 — Институт по проектированию коммунальных водопроводов и канализаций; проектный институт «Теплопроект»;
- Дом 8 — кинотеатр Москино «Вымпел»;
- Дом 16 — Специальная школа № 309 (для умственно отсталых детей);
- Дом 20/2 — Профсоюз работников здравоохранения РФ, отделение СВАО;
- Дом 24 — Детский сад № 1240;
- Дом 32/5 — Мировой судья Судебного участка No.331 Бабушкинского районного суда СВАО (Бабушкинский, Лосиноостровский, Медведково Северное, Медведково Южное, Свиблово, Ярославский);
- Дом 38 — ТУ Росимущества в Московской области
- Дом 38 —  Главное следственное управление следственного комитета Российской Федерации по Московской области / МОРЭРиТН ГИБДД ГУ МВД России по Московской области
- Дом 46 — центральный исполком Отечество —Вся Россия (1999—2001 год), ныне окружное отделение партии «Единая Россия»;
- Дом 46А — Детский сад № 2545;
- Дом 52 — Московский Шереметьевский кадетский корпус № 1778 (бывшая школа № 288).

## Здания и сооружения
В начале улицы, у перекрёстка с улицей Лётчика Бабушкина, в 2004 году был установлен памятник М. С. Бабушкину работы скульптора Владимира Лепешова.

## Общественный транспорт
По всей улице проходят маршруты автобусов:
- 176 Платформа Лось —  Свиблово — Проезд Русанова
- 518 Платформа Лось — Ботанический сад — Платформа Лось
- С15: Платформа Лось —  Бабушкинская —  Медведково — МФЦ района Ярославский

## Галерея

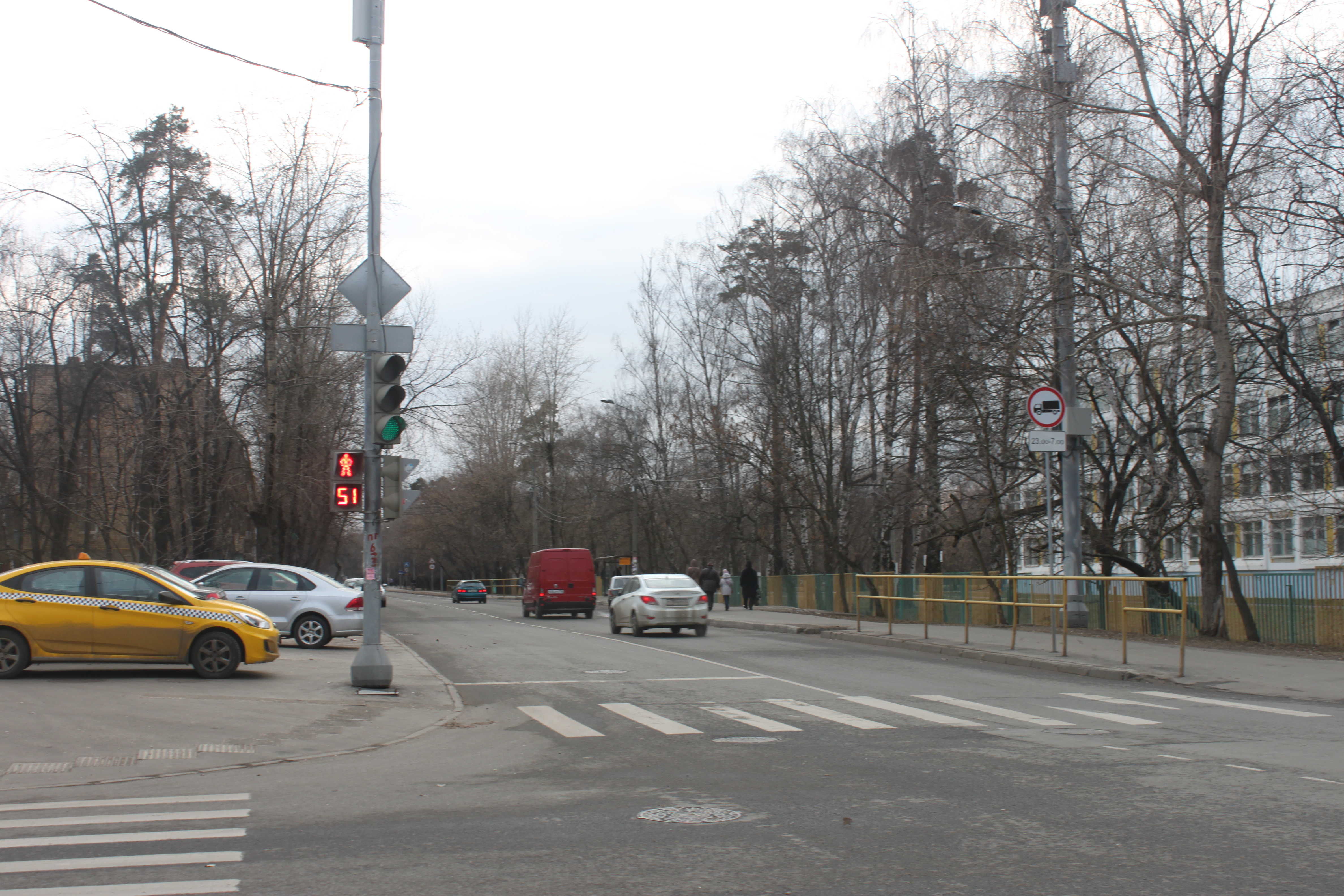
Вид из Минусинской улицы
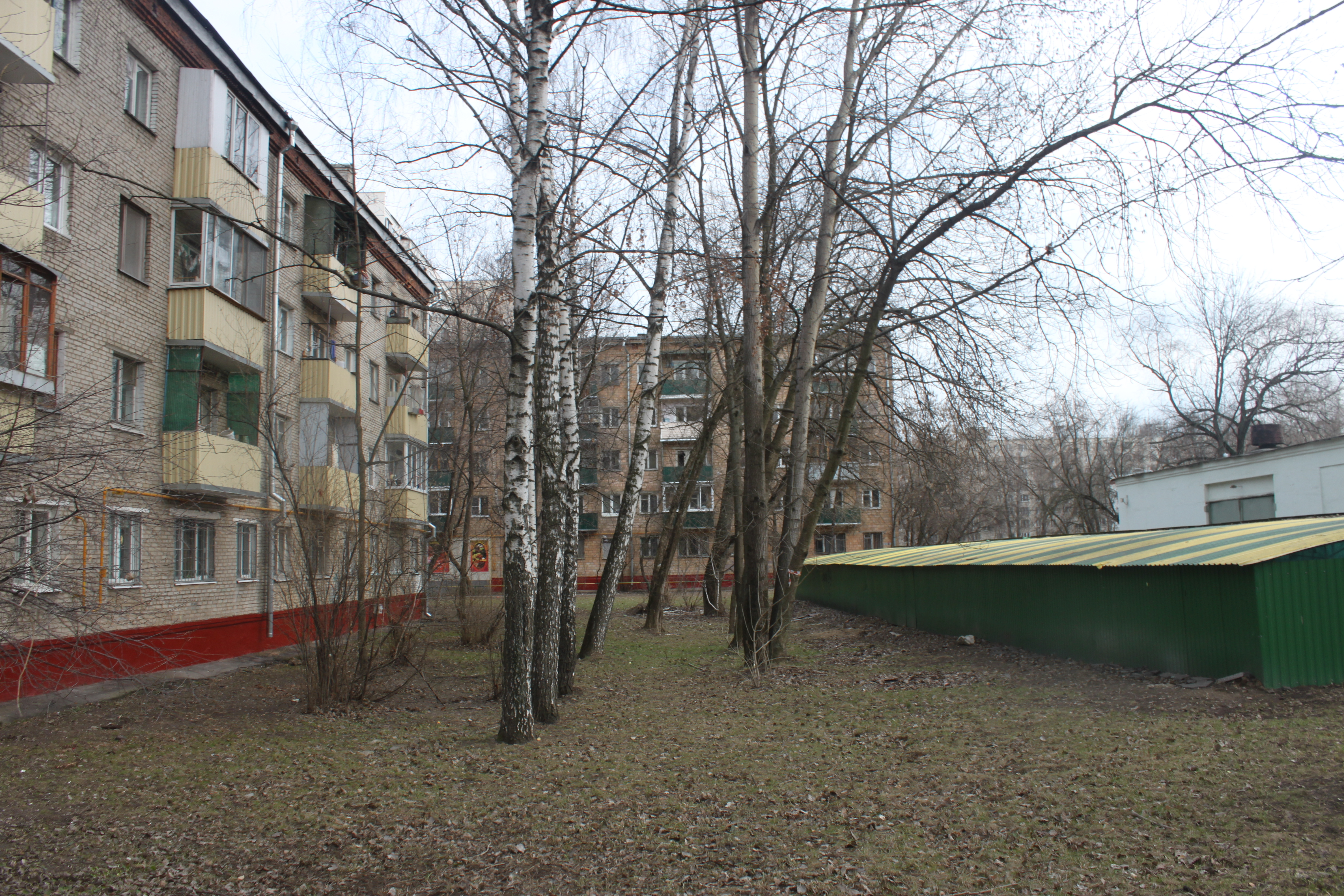
Пустырь
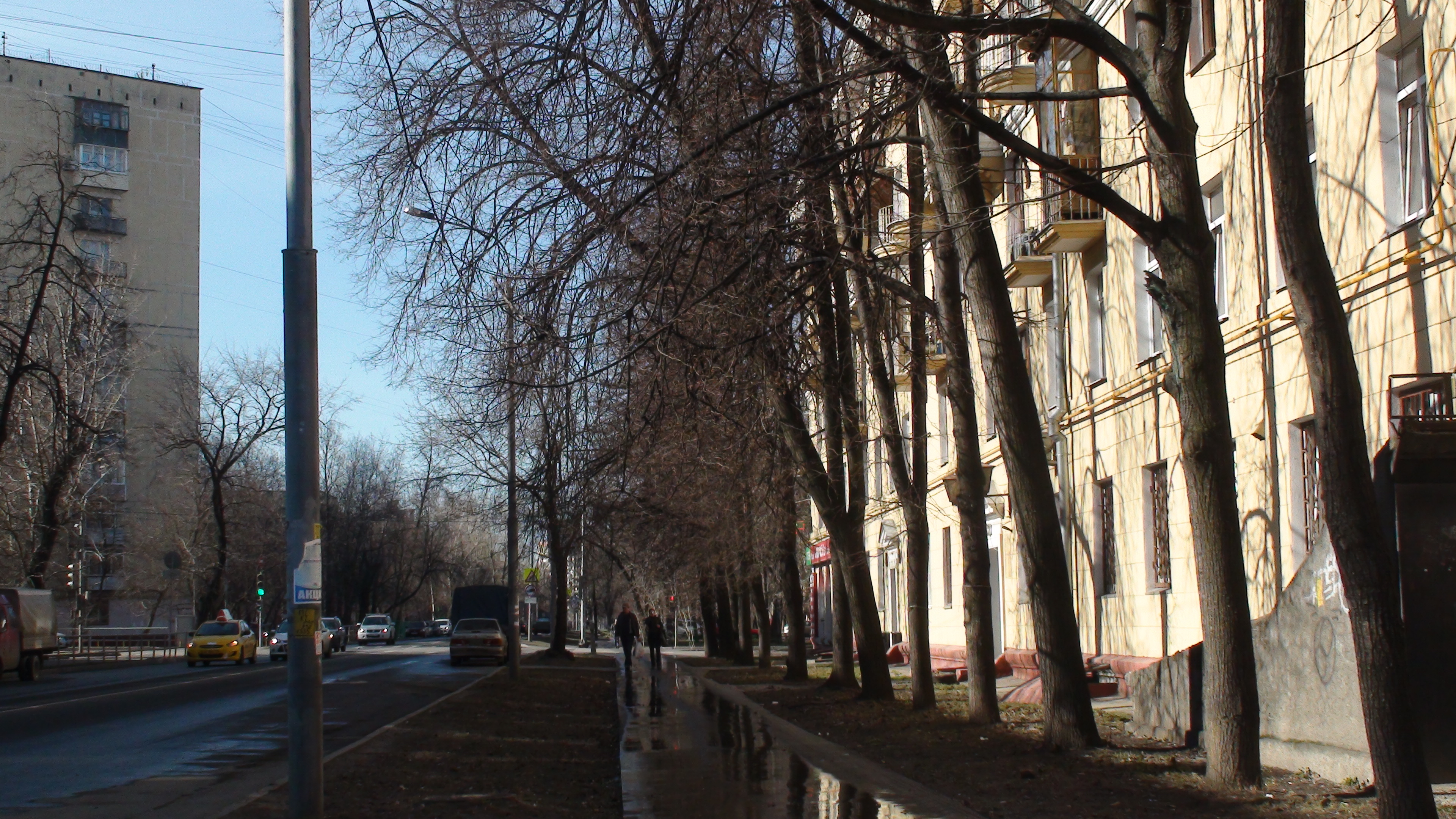
Вид на улицу Коминтерна

## Объекты с аналогичным названием
- Улица Коминтерна существовала в центре Москвы с 1935 по 1946 год. Такое же название носила и станция метро. В 1946 году она была переименована в улицу Калинина, которая в 1963 году стала частью Калининского проспекта. В 1990 году улице было возвращено название Воздвиженка, а остальная часть проспекта Калинина в 1994 году была переименована в Новый Арбат. В 1960 году, после присоединения Бабушкина к Москве, многие улицы этого города были переименованы с целью избежать одноимённости с московскими названиями. Поскольку центральная улица Коминтерна на тот момент была уже переименована, данная улица переименования избежала.